# ۸۶۳ (قمری)
۸۶۳ (قمری)، هشتصد و شصت و سومین سال در گاهشماری هجری قمری است. اول محرم این سال برابر با هفدهم نوامبر سال ۱۴۵۸ میلادی است.

## وابسته
- وطاسیان